# Gagea eleonorae
Gagea eleonorae är en liljeväxtart som beskrevs av Igor Germanovich Levichev. Gagea eleonorae ingår i Vårlökssläktet och i familjen liljeväxter. Inga underarter finns listade.